# 竹中龍雄
竹中 龍雄 （たけなか たつお、1904年4月16日 - 1989年2月16日）は、日本の経営学者。神戸大学名誉教授。

## 人物・経歴
島根県浜田市生まれ。1921年東京府立第一中学校（現東京都立日比谷高等学校）修了。1927年東京商科大学（現一橋大学）卒業。上田貞次郎に師事。同年同大学補手。1930年大阪商科大学（現大阪公立大学）助手。1931年同講師。1932年同助教授。1944年同教授。1947年神戸経済大学附属経営学専門部教授。1950年神戸大学経営学部教授。1952年郵政審議会委員。1955年経営学博士。1958年電気料金制度調査会委員。1960年塩業審議会専門委員。1962年電気事業審議会専門委員。1966年神戸大学経営学部長。1968年定年退官、神戸大学名誉教授、甲南大学経営学部教授。1971年兵庫県人事委員会委員。1974年勲二等瑞宝章受章。1989年叙従三位。

## 著書
- 『公益企業会計』東洋出版社 1935年
- 『官公企業経営論』東洋出版 1939年
- 『日本公企業成立史』大同書院 1939年
- 『公企業論』日本評論社 1940年
- 『都市行政刷新論』日本評論社 1941年
- 『公企業講話』千倉書房 1942年
- 『営団の比較制度論的研究』巌松堂 1944年
- 『国営企業論』泉文堂 1949年
- 『公企業と私企業』社会思想研究会出版部 1951年
- 『公企業研究の世界的動向』森山書店 1954年
- 『公企業経営』ダイヤモンド社 1954年
- 『公企業経営特質論』ダイヤモンド社 1954年
- 『公益企業の経営』日本経済新聞社 1959年
- 『大都市と公益事業』東洋経済新報社 1960年
- 『地方公営企業論』東洋経済新報社 1965年
- 『水道料金のあり方』日本水道新聞社 1966年
- 『公益企業料金の理論』東洋経済新報社 1969年
- 『公企業・公益企業経営論』（北久一と共著）丸善 1970年
- 『企業環境論』同文館出版 1972年
- 『公益企業環境論』白桃書房 1978年
- 『経営学遍歴の道』白桃書房 1981年
- 『公企業と公益企業の良識』日新書房 1984年